# Adelaide Lawrence
Adelaide Lawrence, conosciuta anche con il nome di Aida Lawrence (Brooklyn, 30 aprile 1905 – Beverly Hills, 18 ottobre 1989), è stata un'attrice statunitense, attiva come attrice bambina nel cinema muto dal 1911 al 1918 (tra i 6 e i 13 anni d'età).

## Biografia
Attrice bambina, era nata a New York, a Brooklyn nel 1905, figlia dell'attore teatrale e regista cinematografico Edmund Lawrence che la diresse in gran parte dei suoi film. La sua prima apparizione sullo schermo la fece a sei anni in Easter Babies, un cortometraggio della Vitagraph girato nel 1911. Nella sua carriera, interpretò venti film, molte volte nel ruolo da bambina della protagonista della storia.
L'ultima sua interpretazione per il cinema è del 1918, a tredici anni, diretta dal padre, nel film The Queen of Hearts della Fox Film Corporation. L'attrice prese parte, in ruoli minori, anche a due produzioni di Broadway, nel 1915 e nella stagione 1923-1924 prima di ritirarsi definitivamente dalla scene.
Sposatasi nel 1941 con William Eugene Bourne, la coppia ebbe due figli.
L'attrice muore nel 1989 a Beverly Hills (California), a 84 anni.

## Riconoscimenti
- Young Hollywood Hall of Fame (1908-1919)

## Filmografia
- Easter Babies - cortometraggio (1911)
- The Mission Worker, regia di Joseph A. Golden - cortometraggio(1911)
- The Penalty of Intemperance, regia di Fred Loomis - cortometraggio (1912)
- The Barefoot Boy, regia di Edmund Lawrence - cortometraggio (1912)
- The Little Keeper of the Light, regia di Edmund Lawrence - cortometraggio (1912)
- The Little Wanderer, regia di Edmund Lawrence - cortometraggio (1912)
- The Street Singer, regia di Edmund Lawrence  - cortometraggio (1912)
- The Heart of John Grimm, regia di Edmund Lawrence - cortometraggio (1912)
- The Blind Composer's Dilemma, regia di Edmund Lawrence - cortometraggio (1913)
- The Answered Prayer, regia di Edmund Lawrence - cortometraggio (1913)
- The Sneak, regia di Edmund Lawrence - cortometraggio (1913)
- The Haunted House, regia di Edmund Lawrence - cortometraggio (1913)
- The Influence of a Child, regia di Edmund Lawrence - cortometraggio (1913)
- The Dumb Messenger, regia di Edmund Lawrence - cortometraggio (1913)
- Betty Buttin and the Bad Man, regia di Edmund Lawrence - cortometraggio (1913)
- The High-Born Child and the Beggar, regia di Edmund Lawrence - cortometraggio (1913)
- A Secret Crime, regia di Edmund Lawrence - cortometraggio (1914)
- The Hour of Danger, regia di Edmund Lawrence - cortometraggio (1914)
- The Missing Jewels - cortometraggio (1914)
- The Ransom, regia di Edmund Lawrence (1916)
- The Queen of Hearts, regia di Edmund Lawrence (1918)

## Teatro
- Hands Up (44th Street Theatre; dal 22 luglio al 3 settembre 1915)
- The Potters (Plymouth Theatre; dall'8 dicembre 1923 al giugno 1924)